# Roger Duchêne
Roger Duchêne  (* 3. Februar 1930 in Saint-Nazaire; † 25. April 2006 in Marseille) war ein französischer Romanist und Literaturwissenschaftler.

## Leben und Werk
Duchêne war bretonischer Herkunft, besuchte aber ab 1948 die Schule in Marseille. Er studierte Lettres classiques (Klassische Sprachen und Literaturen) sowie Philosophie. Nach bestandener Agrégation (Staatsprüfung für das höhere Lehramt) in Lettres classiques unterrichtete er von 1955 bis 1959 in Bourg-en-Bresse und Marseille. 1960 wurde er an der Universität in Aix-en-Provence Assistent, 1964 Maître de Conférences. Er habilitierte sich 1969 bei René Pintard mit der Thèse Madame de Sévigné et la lettre d'amour (Paris 1970, 1992) und war von 1970 bis 1990 Professor in Aix-en-Provence. 1971 gründete er das Centre méridional de rencontres sur le XVIIe siècle (CMR 17) und leitete es bis 1998. Ab 1972 war er Mitglied der Académie de Marseille (von 1999 bis 2000 auch ihr Direktor). Er organisierte mehr als 20 Kolloquien. Über seine Universitätslehre hinaus erreichte Duchêne durch seine preisgekrönten Bücher wie durch seine Medienpräsenz (in Marseille wie in Paris) einen erheblichen Bekanntheitsgrad in der gebildeten französischen Öffentlichkeit.

## Weitere Werke

### Madame de Sévigné
- Mme de Sévigné, Paris 1968 (Les écrivains devant Dieu)
- (Hrsg.) Madame de Sévigné, Correspondance, Paris 1972-1974-1978, 2005 (Bibliothèque de la Pléiade)
- Madame de Sévigné, ou, la chance d'être femme, Paris 1982, 1996, 2002
- Écrire au temps de Mme de Sévigné. Lettres et texte littéraire, Paris 1981, 1982
- Chère Madame de Sévigné..., Reihe Découvertes Gallimard (nº 253), Paris 1995, 2004
- Naissances d'un écrivain. Madame de Sévigné, Paris 1996
- (Hrsg. mit Pierre Ronzeaud)  Autour de Mme de Sévigné. Deux colloques pour un tricentenaire,  Seattle 1997

### Marseille und Provence
- Marseille, Rennes 1981
- Marseille au passé, Le Coteau 1982
- Et la Provence devint française, Paris 1982;
- La Provence devient française 536-1789, Paris 1986; Naissance d'une région 1945-1985, Paris 1986 (Histoire de Provence-Alpes-Côte d’Azur 1 ; 3)
- Histoires de Marseille, Marseille 1989
- Histoire de Marseille. 26 siècles d'aventures (Vorwort von Jean-Claude Gaudin), Marseille 1999, 2005
- (mit Jean Contrucci) Marseille. 2600 ans d’histoire, Paris  1999

### Weitere Themen
- À la Recherche de l'Université, Paris 1972
- (Hrsg.) Courrier. Lettres de Louis Brauquier à Gabriel Audisio (1920-1960), Marseille 1982
- Ninon de Lenclos. La courtisane du Grand Siècle, Paris 1984, 1987, 2000
- L'Imposture littéraire dans les " Provinciales " de Pascal, Aix-en-Provence/Marseille 1984, 1985
- Madame de La Fayette. La romancière aux cent bras, Paris 1988, 2000
- (Hrsg.) Mme de La Fayette, Oeuvres complètes, Paris 1990
- La Fontaine, Paris 1990, 1995
- (Hrsg. mit Jacqueline Duchêne)  Roger de Bussy-Rabutin, Histoire amoureuse des Gaules, Paris 1993
- L'Impossible Marcel Proust, Paris 1994
- Molière, Paris 1998, 2006
- Les précieuses, ou, Comment l'esprit vint aux femmes, Paris 2001
- Etre femme au temps de Louis XIV, Paris 2004
- Comme une lettre à la poste. Les progrès de l'écriture personnelle sous Louis XIV, Paris 2006